# フォード・マスタング
マスタング（MUSTANG）とは、アメリカ合衆国の自動車メーカー、フォード・モーターが製造・販売する乗用車である。

## 概要

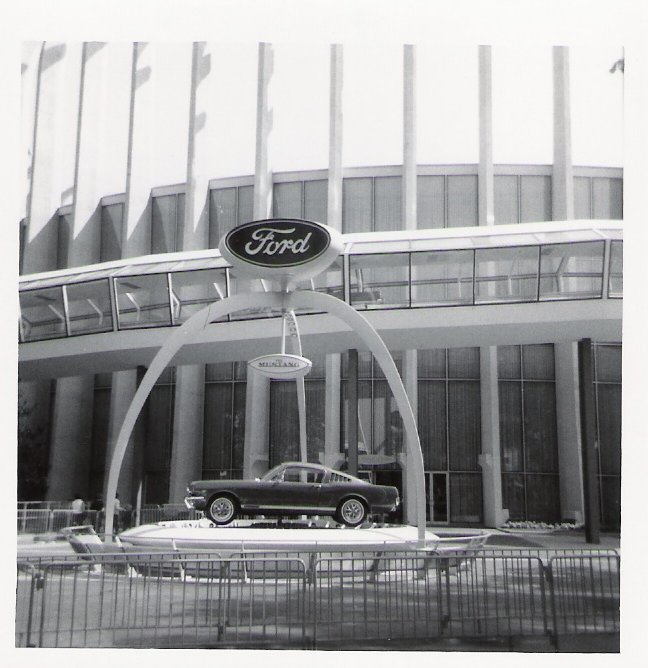
ニューヨーク万国博覧会のフォード館前に展示されるマスタング

開発開始当時副社長であったリー・アイアコッカの指導下で、第二次世界大戦以降に出生したいわゆるベビーブーマー世代向けに、コンパクトカーであるフォード・ファルコンをベースとしたスペシャルティカー（スポーティカー）の開発がスタートした。1964年4月17日から開催されたニューヨーク万国博覧会の初日に発表された初代マスタングは、後発（1968年）の4ドアセダンであるフォード・トリノより低価格ながら、スポーティーな外観と充分な性能、フルチョイスシステムと呼ばれる多彩なオプション群と巧みな広告戦略によって、ターゲットだったベビーブーマー以外の心も掴み、1960年代中盤の好景気と相まって、ベース車を超えフォード・モデルT以来といわれる同社の大ヒットとなった。
初代マスタングの販売戦略とその成功はアイアコッカが「アメリカの民衆はスポーツカーは好まない。スポーツカーのように見える車を好むのだ」の持論を元に「ホイールベースを詰め、タイトな後席を持ったファルコン」をコンセプトととし、さらに「トリノで見たスポーツカーは、みな口が尖っていた」とイタリア車風のフロントエンドを持たせた。特定のグレードを持たず、安価なベース車に膨大なオプションを組み合わせる販売手法「フルチョイスシステム」も特徴である。
初代から一貫してハイパフォーマンス仕様車が用意されており、フォードのみならずアメリカを代表するスポーツカーとして高い知名度を誇っている。アメリカ国外においても、最廉価グレードのV型6気筒エンジン搭載の2014年モデルで22,200ドルと比較的低価格で社外品のパーツも潤沢なため、カスタムベースとしての人気も高い。
初代から現行型まで一貫して2ドアに4人もしくは5人乗りのレイアウトで、マッスルカーもしくはポニーカーと呼ばれる2ドアクーペ（ハードトップ）に分類される。他の代表的なポニーカーとしては、ダッジ・チャレンジャーやシボレー・カマロ、ポンティアック・ファイヤーバードなどがある。
この戦略は同業他社にも多大な影響を与え、日本でもマスタングの「フルチョイスシステム」方式を踏襲したトヨタ・セリカが1970年に発売され、以降各社からスペシャリティカーが発売され一大ブームを巻き起こした。

## 初代（1964年 - 1973年）

### 初代前期（1964年 - 1968年）

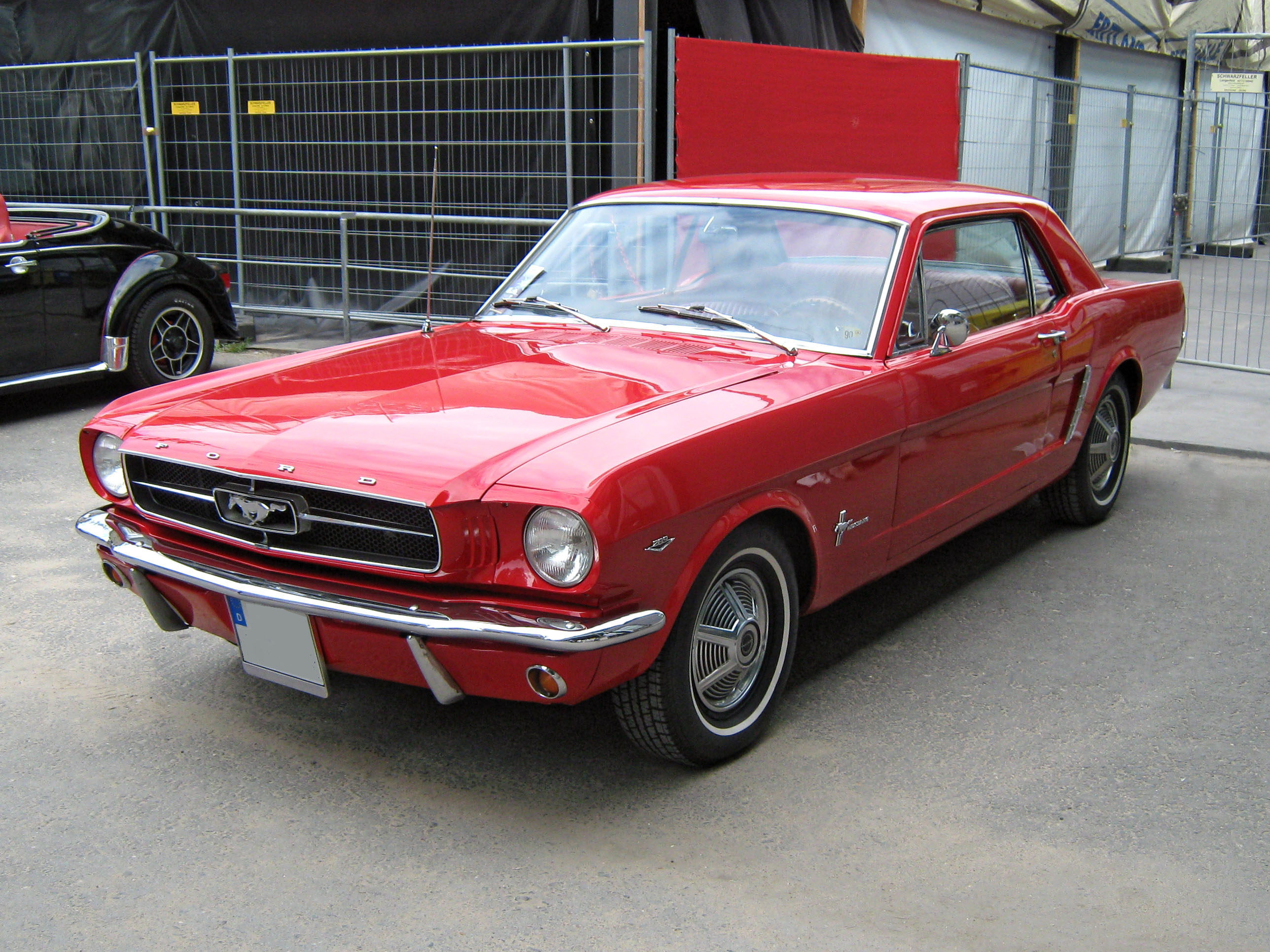
初代 マスタング

1959年に発売されたフォード車初の小型車で、大ヒットモデルとなっていたフォード・ファルコンをベースとしたスポーティーカーとして、1964年にコンバーチブル及びハードトップのラインナップで登場した。バランスの良いスタイリングと性能、広告代理店の巧みなマーケティング戦略で発売当初から高い売れ行きを記録し、アメリカの自動車史に残る大ベストセラーとなった。
標準装備を簡素にして本体価格を抑える（ベーシックモデルで2,368ドル）代わりに、1機種の直列6気筒エンジン (ファルコン170シックス) と2機種のV型8気筒エンジン (チャレンジャー260V8、同289V8) 、オートマチックトランスミッション、ディスクブレーキやリミテッド・スリップデフなどのオプションを予算に合わせて追加することで、比較的低コストで性能を上げることが出来た。またビニールレザーシートの色、ホイールのデザイン、ホワイトリボンタイヤなど、外観のオプションも豊富に用意され、外見だけをカスタマイズすることも可能であった。この「フルチョイスシステム」により、外観重視の街乗りコンバーチブルからアマチュアレーサー向けの本格的なレース仕様まで選ぶことが出来るようになり、1車種で幅広い年齢、収入、趣味の層を取り込むことに成功した。
1965年にファストバックが追加。エンジンはファルコンシックスが排気量を増加した200となる。チャレンジャー260V8がなくなり、3種類の性能を持つ同289V8となった。
1967年モデルはホイールベースこそ不変だがボディ外板を一新して全長・全幅、トレッドともに若干大きくなった。ハイパフォーマンスモデルはGTパッケージで、サンダーバード390V8が追加。映画ワイルドスピードX3 TOKYO DRIFTに緑色に白のストライプバイナルで登場。
1968年モデルでは直列6気筒エンジンが2種類の250シックスとなる。チャレンジャー302V8が追加。映画ブリットに登場している。マスタングのシンボルマークが車体の左右にもつけられていた。
ベーシックモデルは新車でも低価格で、改造もしやすいためアマチュアレーサーにも人気であり、ショップによるチューニングカーも登場した。またサードパーティ製のカスタマイズオプションも多く販売された。

### 初代後期（1969年 - 1973年）

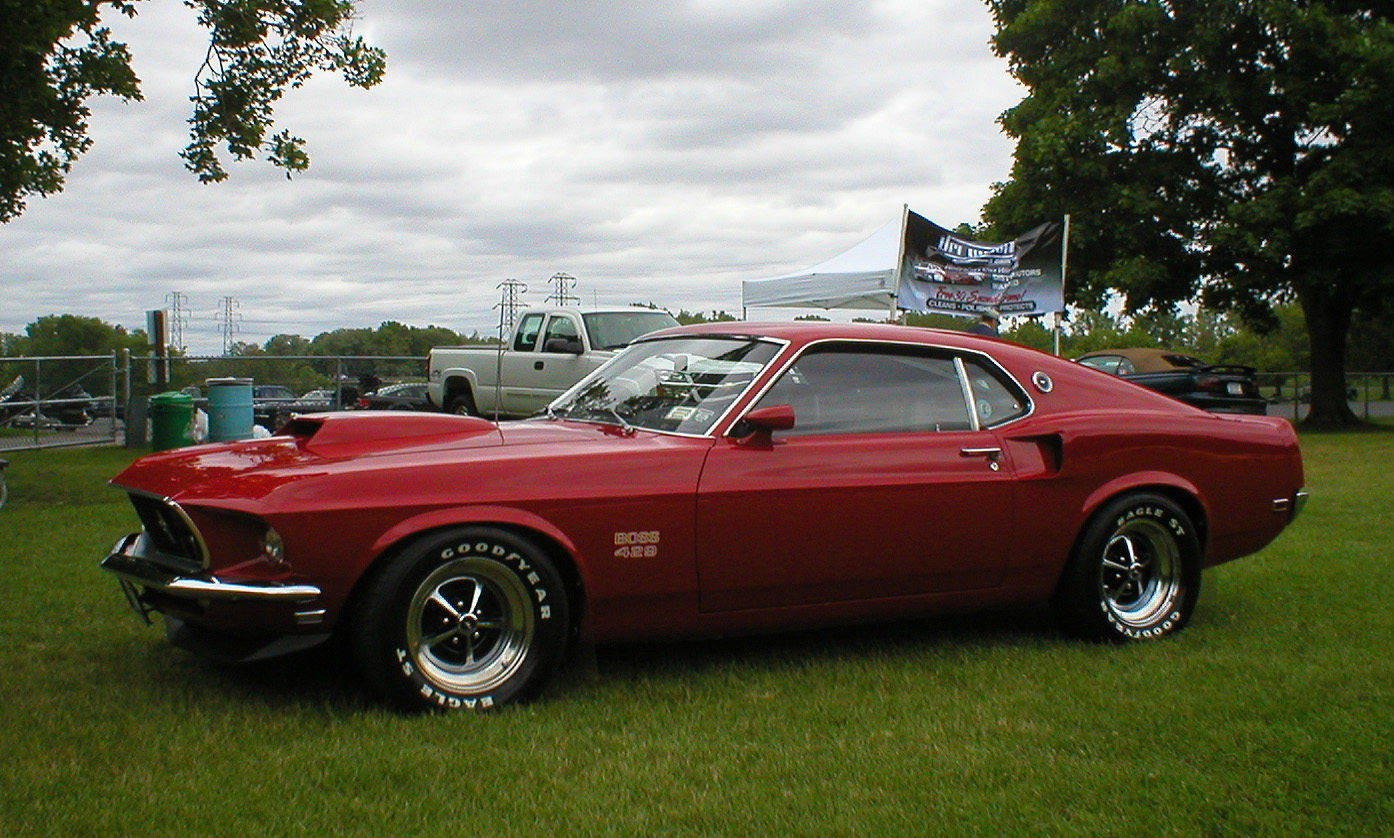
1969年 Boss 429

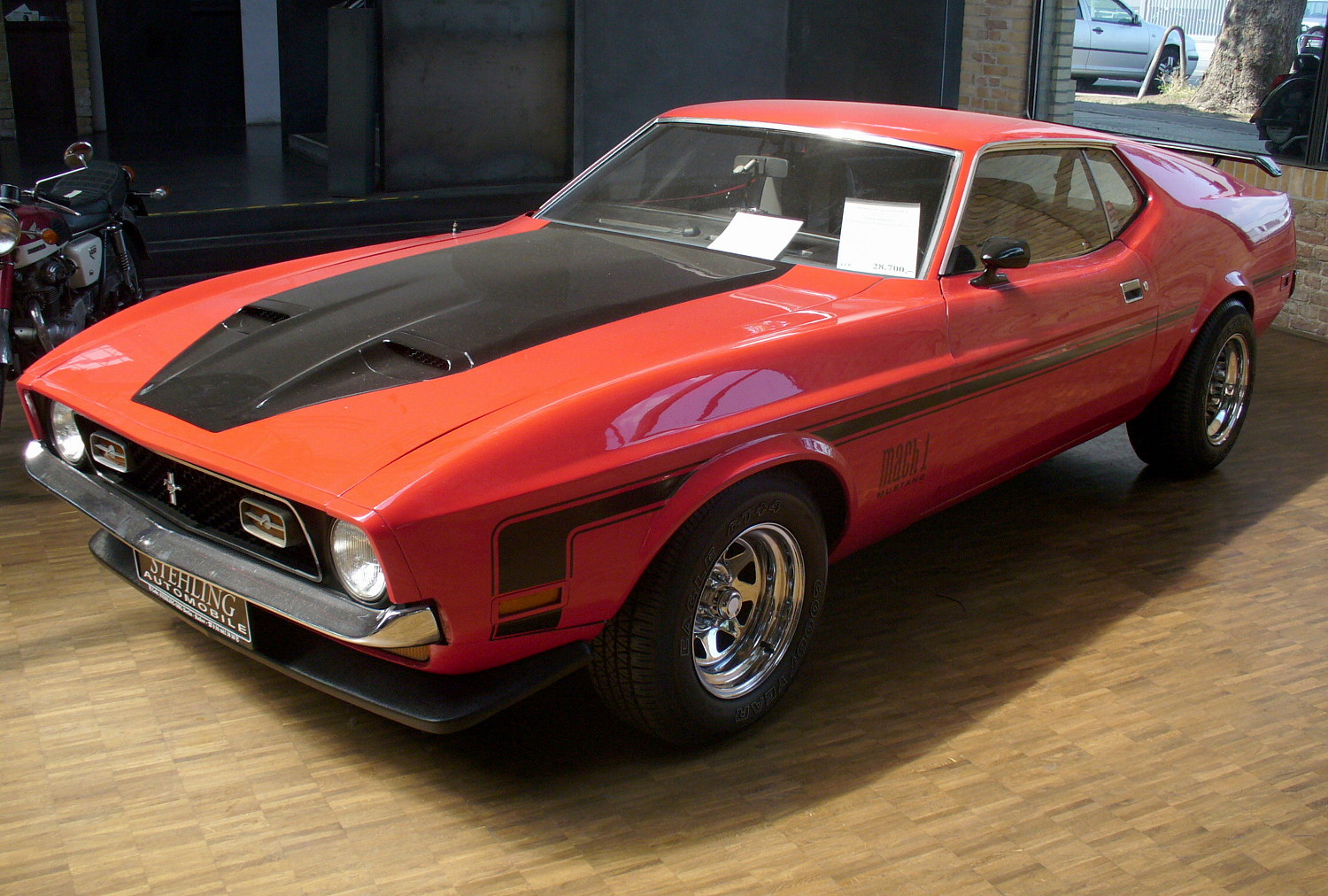
Mach 1（マッハ1）

文献によっては本世代を「2代目」とし、以降も1世代ずつずれる場合があるので留意されたい。
1969年モデルのマスタングはボディサイズが大型化され、性能と価格も全体的に上昇して登場した。ホイールベースは1970年モデルまで前期型から不変の108in.（2,743 mm）であったが、1971年モデル以降は109in.（2,769 mm）となった。ファストバックの名称はスポーツルーフに変更された。また、特定のグレードを持たなかったマスタングにグレード名が付いた。ボディはハードトップ、コンバーチブル、ファストバック（スポーツルーフ）の3種。グレードはハードトップと、その豪華仕様のグランデ。スポーツルーフと、それをベースにさらにスポーティなルックス＆パフォーマンスを持ったMach 1（日本では通常「マッハ1」と呼ばれる）が登場。
フォードではマーケティングの一環としてレースに参加し、ホモロゲーション取得用のモデルをフラッグシップとして設定することを計画した。フォードではシェルビー・アメリカンを興したキャロル・シェルビーに依頼しチューニングモデルのGT350（シェルビー・マスタング）で参戦したが、高価で売り上げが見込めないことから、GT350よりも幅広い層に購入できる価格に抑えたBOSSを新たに開発し、こちらを主力とすることとなった。
Bossシリーズには、1969年と1970年モデルにBoss 302とBoss 429の2タイプがあり、特に前者はレーシングマシン直系の302「ボス」V8を搭載したトランザムシリーズ（英語版）のホモロゲーションモデル（排気量5,000㏄以下）に合致させたモデルである。フロントにエアダムを備え、ボンネットやロービーム部分を艶消し黒で塗っているのが特徴（1969年型）。Boss 429はNASCAR用ホモロゲーション取得用であり、単にエンジンの市販台数（500台）をクリアするためにのみ作られた（マスタング自体にNASCAR出場資格はなかった）。マスタング歴代最大排気量となる429ボスV8が搭載され、ボンネット上にはひときわ大きなエアスクープが取り付けられた。カタログスペック上は375馬力であるが、実際には600馬力以上あったと言われている。Boss429はフォードの生産車と言うよりは、むしろ改造車というべきで、フォードのワークスともいうべき「カー・クラフト」で生産された。コブラジェット428V8を登載したMach 1にオハイオ州ライマで生産した429ボスV8を合体させた。1971年からは規定が変わり、351-HOを載せた「Boss351 」が1806台生産された。 これはエンジンの公認を取るために生産されたもので、この車自体はレースに出なかったものの、パワーと足回りのバランスが秀逸だったと評価されている。
マッハ1は、1969年と1970年モデルではコブラジェット428V8、1971年モデルではコブラジェット429V8を搭載し、さらにオプションでSuper Cobre Jetラムエア・インテークを装備していた。しかし翌年からは351V8のみになった。
1973年モデルでマイナーチェンジ。フロントグリルのフォグランプが横型から縦型になりグリル開口部が大きくなる。
映画では1971年型が『007 ダイヤモンドは永遠に』のボンドカーに採用されたほか、1973年型が『バニシングin60″』で主役のエレノア（エレナー、ELEANOR）に抜擢され、約40分間のカーチェイスシーンを務めた。
日本では栃木県警察に1973年型のマッハ1をベースとしたパトロールカーが高速取締用車両として導入（寄贈）され、引退後は鹿沼市の栃木県運転免許センターに展示されている。
当初はそれなりの販売台数であったが、前期型よりも大型化、ハイパワー化したため燃費が悪化しており、加えて1973年に起こった第一次オイルショックの影響もあり、小型軽量化など省資源指向への対応ができなかったことで、最終的には販売が低迷してしまった。

## 2代目（1974年 - 1978年）

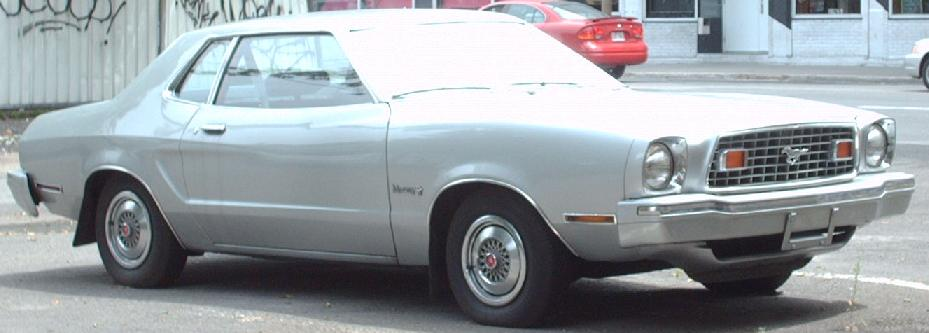
クーペ

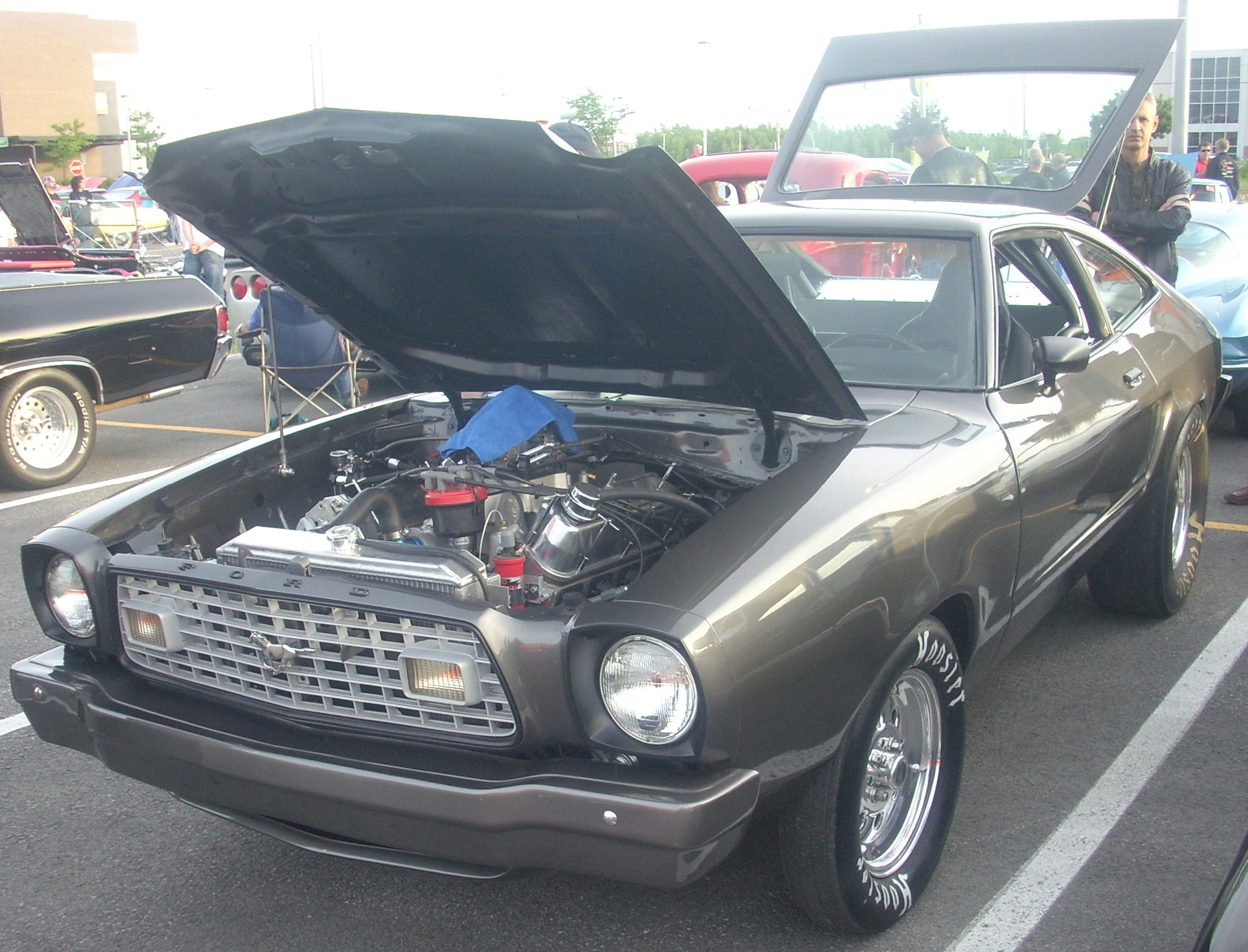
ハッチバック

フルモデルチェンジによりマスタングIIが正式名称となる。デザインはフォード傘下のデザインスタジオであるイタリアのカロッツェリア・ギアが担当した。また上記のように低燃費、小型化志向を受けてボディサイズも大幅に縮小され、フォード・ピントをベースとし、本来の軽快な「ポニーカー」の姿を取り戻した。
当初はマスタング初の直4 140 cu.in.、V6 169 cu.in.でV型8気筒エンジン搭載車の設定はなかった。ボディタイプはハードトップとハッチバックの2種類。ハードトップと、それをベースにした豪華仕様のギア、ハッチバックと、それをベースにしたMach 1の4車種構成（Mach 1のみV6エンジンが標準）。
1975年V8エンジン（302V8) が復活。ギヤのクォーターウインドウをオペラウインドウ風に、ルーフ後方をレザートップで覆いランドウ風にしてハードトップと差別化した。
1976年にはハッチバックに、コブラ・パッケージが登場。かつてのシェルビーGT350を彷彿させるホワイトボディにブルーのストライプ。フロント＆リアスポイラー、リアウインドウルーバーやボンネットにエアスクープが付く。コブラIIと呼ばれた。
1977年途中でTバールーフが追加。
1978年コブラⅡの上をいくキング・コブラパッケージが登場。ボンネットの上にはパワ―バルジが付くがエンジンがパワーアップした訳ではなかった。ボンネットに巨大なコブラのイラストが描かれ、ボディ全体にピンストライプが入るなど、派手な外観が特徴である。

## 3代目（1979年 - 1993年）

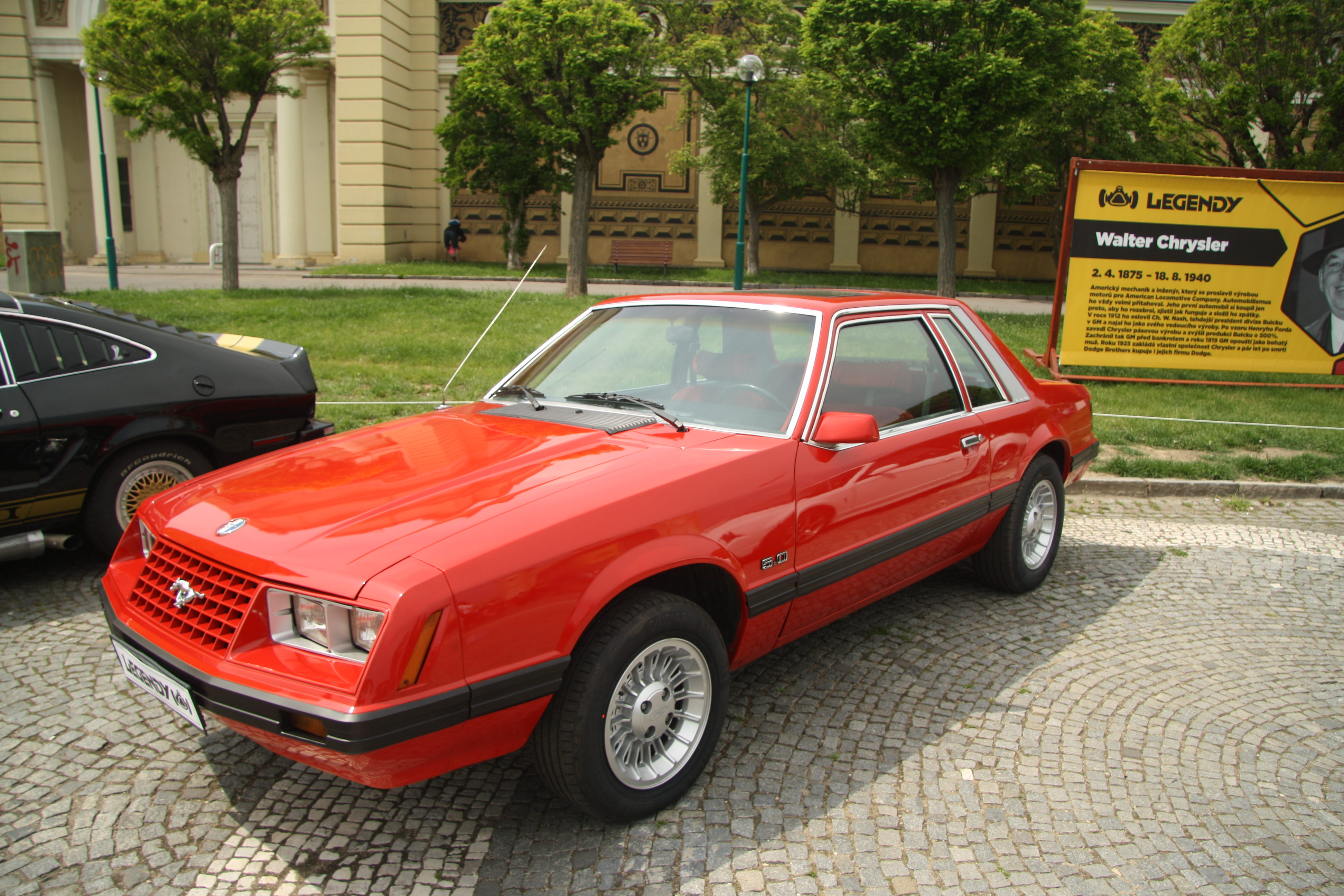
クーペ（前期型）

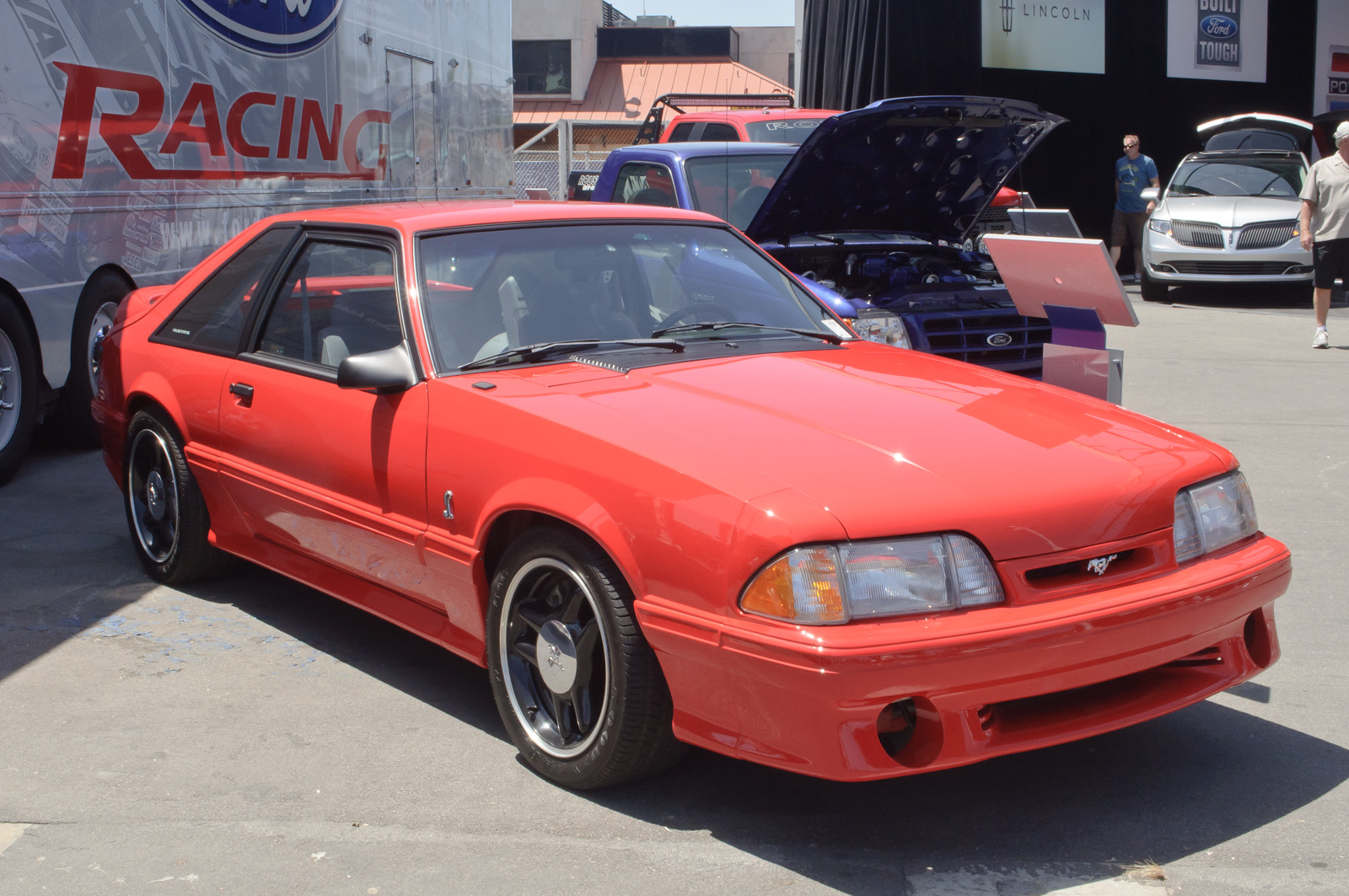
SVTコブラR（後期型）

2代社長かつ社主であるヘンリー・フォード2世と対立したために、1978年末にフォードを追放されたアイアコッカの開発主導による最後のマスタングとなった。
オイルショック以降続いていた低燃費指向を受けて小型化が継続され、全長は4.5m程度となった。シャシーはピントやフェアモントと同型の「フォックス・プラットフォーム」を採用し、シャシー名から「フォックス・ボディ」という通称で呼ばれる。
スポーティグレードのMach1が廃止され、代替として「コブラ・パッケージ」が登場した。コブラはフォード車初となるターボエンジン（2.3L 直4SOHC）に、4速MTの組み合わせだった。
1980年にはエンジンの構成が大幅に変更となり、V6エンジンが直6 200cu.in(3,277cc）、V8エンジンが4.2リッターとなる。
1981年にはTバールーフモデルが登場。2ドアと3ドアの双方で選択可能だった。
1982年にはコブラに代わる高性能グレード「GT」を設定。5.0リッター (ハイアウトプット、High Output, 以下、HO) が復活した。それに伴い2.3Lターボエンジンは廃止。
1983年には10年ぶりにコンバーチブルモデルが復活した。
1980年代初頭の好景気を背景にハイパワー指向が復活してきたことから、1984年にハイパフォーマンスモデル「SVO（Special Vehicle Operations の略称）」が追加された。
1987年には内外装が大きくマイナーチェンジされ、フロントフェイスは異型2灯ライトによる近代的なデザインとなった。同時に「SVO」は廃止された。
本来ならば1980年代後半にフルモデルチェンジされるはずであったが、次期マスタングとして開発されていたプローブが前輪駆動車である上にV型8気筒エンジンが搭載できなかったことから別モデルとして発売されるなど、諸事情によりマイナーチェンジを重ねつつ1993年まで生産された。姉妹車としてマーキュリー・カプリがある(86年まで生産)。

## 4代目（1994年 - 2005年）

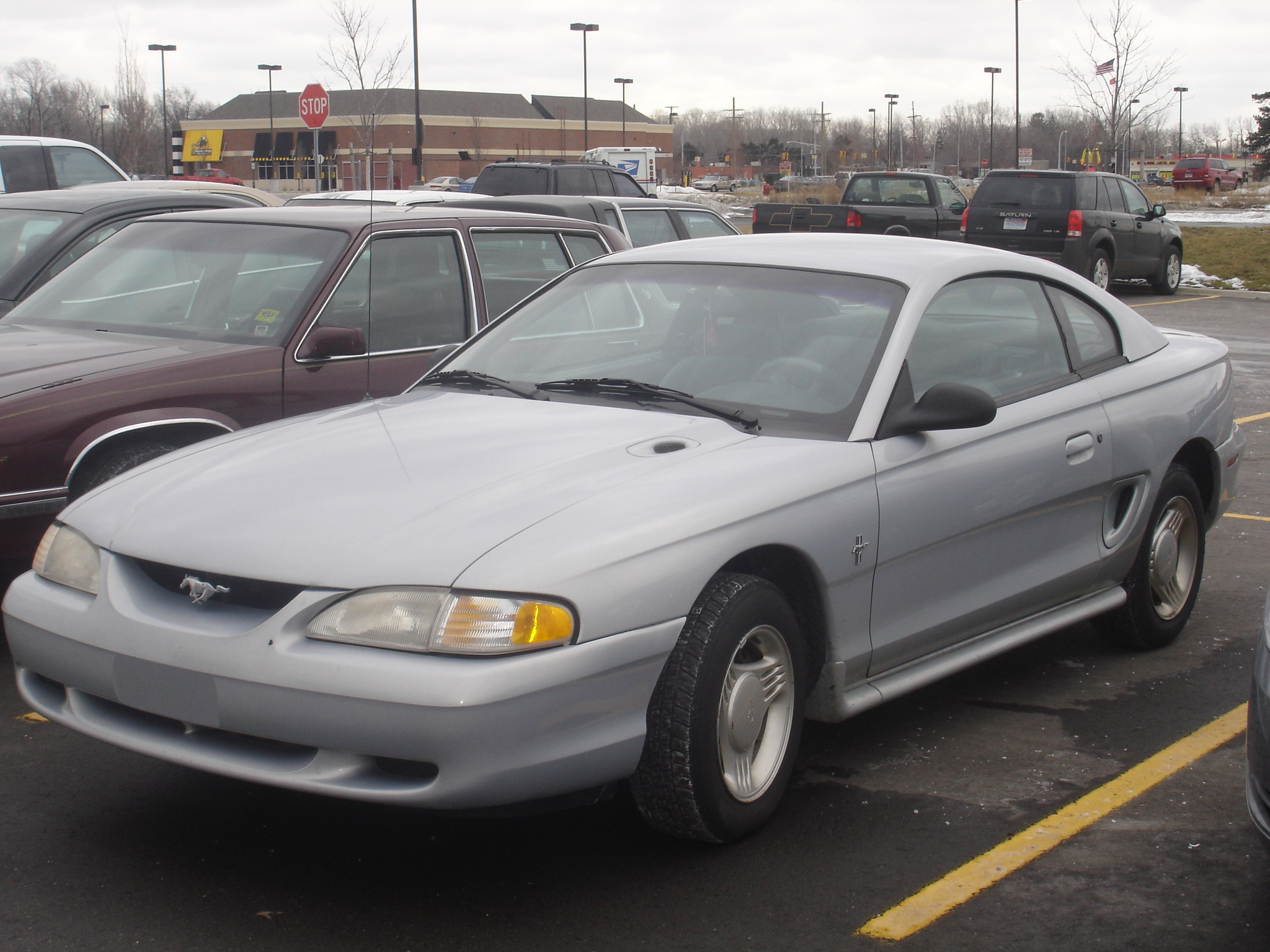
4代目マスタング（1994年）

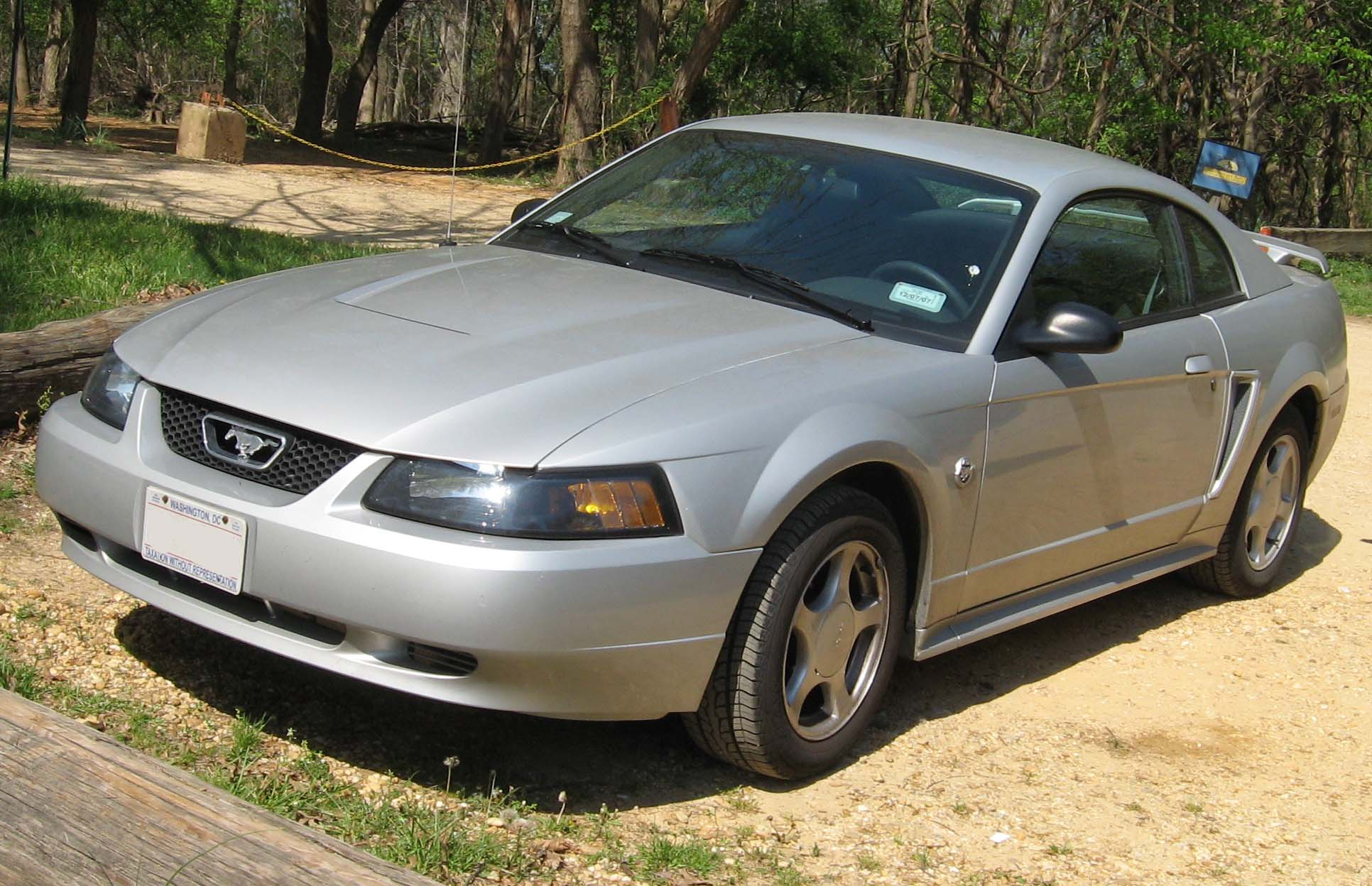
4代目マスタング（後期型、1999年）

1993年12月に発表され、翌1994年モデルイヤーより販売開始。デザインの細部に初代を意識した箇所があり、これまでのモデルには無かった曲線を多く取り入れている点が特徴である。
プラットフォームは先代より引き継いだFOXプラットフォームを改良して使用する。エンジンは3.8L V型6気筒OHVと5.0リッターHOと同コブラ。制動、運転性能、衝突や横転などの安全性能にも大きな配慮がなされた点が、初代までとの最大の違いである。コンバーチブルの地上高はボディ剛性を高めたため、クーペに比べ若干低くなっている。
日本ではフォード・ジャパンにより正規輸入され、廉価グレードはトヨタ・セリカや日産・シルビア並の200万円台前半という車両価格で投入されたことが話題になった。また、東京都内で夏の渋滞時にエアコンのテストを行うなど、日本市場を強く意識していた。
1996年モデルより5.0リッターHO/コブラを4.6L V型8気筒SOHC24バルブエンジンに変更した。
同1996年にSVT製作の4.6L V型8気筒DOHC32バルブエンジン搭載のコブラが追加された。309ps、41.5kgfmという大パワー・大トルクに耐えられるよう、強化された5速MTを搭載する。
1999年にはエクステリアデザインの大幅な変更が施され、さらに初代のデザインイメージを反映させたスタイリングとなっている。
2001年には映画『ブリット』仕様が北米で限定8,500台で発売された。これは劇中で使用された1968年式マスタングの外装をヒントにして作られたものである。

## 5代目（2005年 - 2014年）

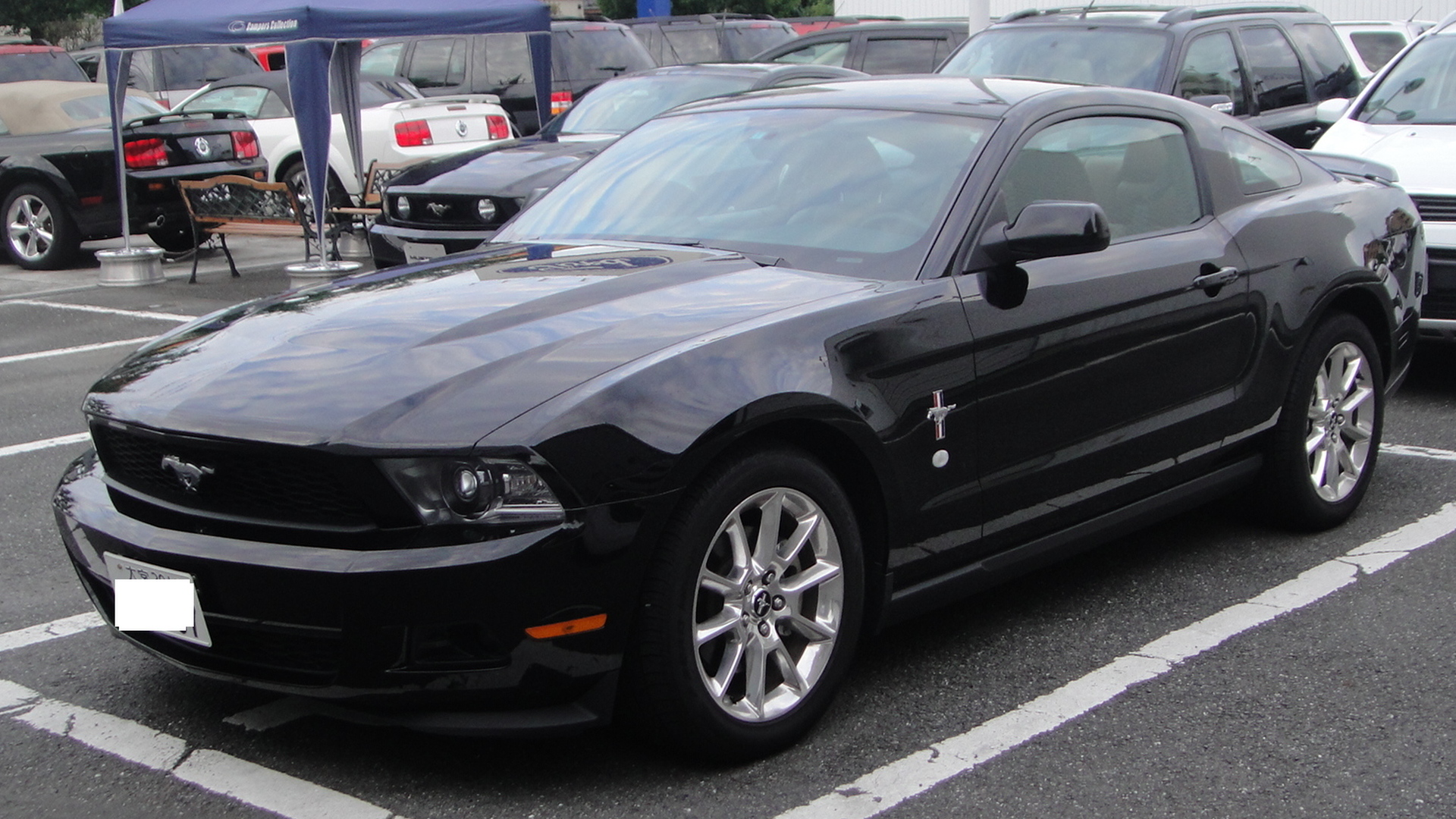
フロント（中期型）

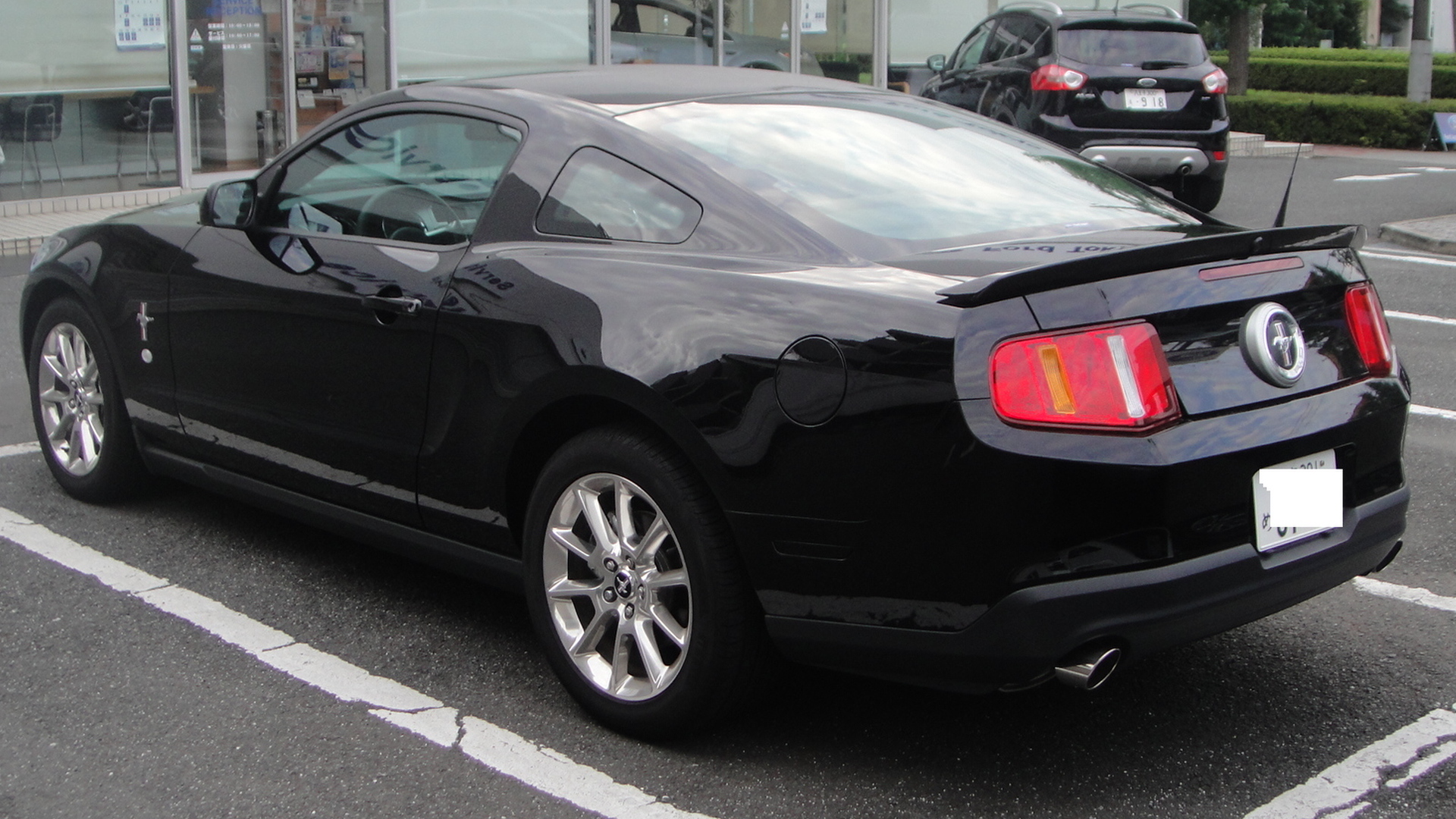
リア（中期型）

2004年の北米国際オートショーに新開発のD2CプラットフォームをベースにコードネームS-197として登場。チーフエンジニアはHau Thai-Tang、外装デザインはSid Ramnarace。フォードの「リビングレジェンド戦略」に基づき初代を意識したデザインを採用し、大きな話題となった。ベースモデルのエンジンは先代の3.8L OHVから4.0L V6 SOHCに変更され、GTにはアルミニウムブロックの4.6L SOHC V型8気筒 (24V)・VCT付が搭載された。ギアボックスはTremec T-5 5段マニュアルが標準で、オプションで5R55S 5段オートマティックが用意された。なおGTのマニュアル車には強化型であるTremec TR-3650 5段マニュアルが搭載された。
アメリカ国内ではNASCARだけでなく、ドリフト仕様としての評価が高く、フォーミュラDにはフォードワークス製を含む数台のマスタングがエントリーしている。2010年にはNASCARに参戦するRoush Fenway Racingに供給された。
2009年の春に2010年モデルとして内外装を変更したモデルに変更された。ヘッドランプはターンシグナルランプ内蔵式となり、テールランプも3連式を継承しつつ新デザインとなった。またルーフパネルに小変更を加え、V型6気筒モデルで4%、GTで7%の空気抵抗低減を図っている。
2007年には光岡自動車がこのモデルのコンバーチブルをベースに光岡・ガリューコンバーチブルを製造している。
2012年10月にはマイナーチェンジを実施した2013年モデルを発表。フェイスリフトの他、スモールランプ・テールランプのLED化、6速ATにマニュアルモードを備えたセレクトラックトランスミッションを採用。ボディーカラーにディープインパクトブルーとゴッタ・ハブ・イット・グリーンを追加した（アメリカ仕様のみ）。

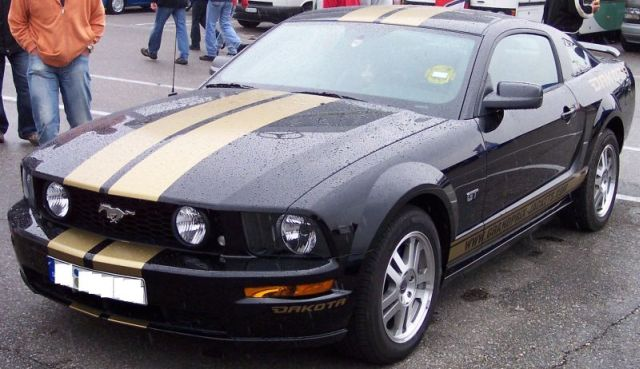
フロント（前期型）
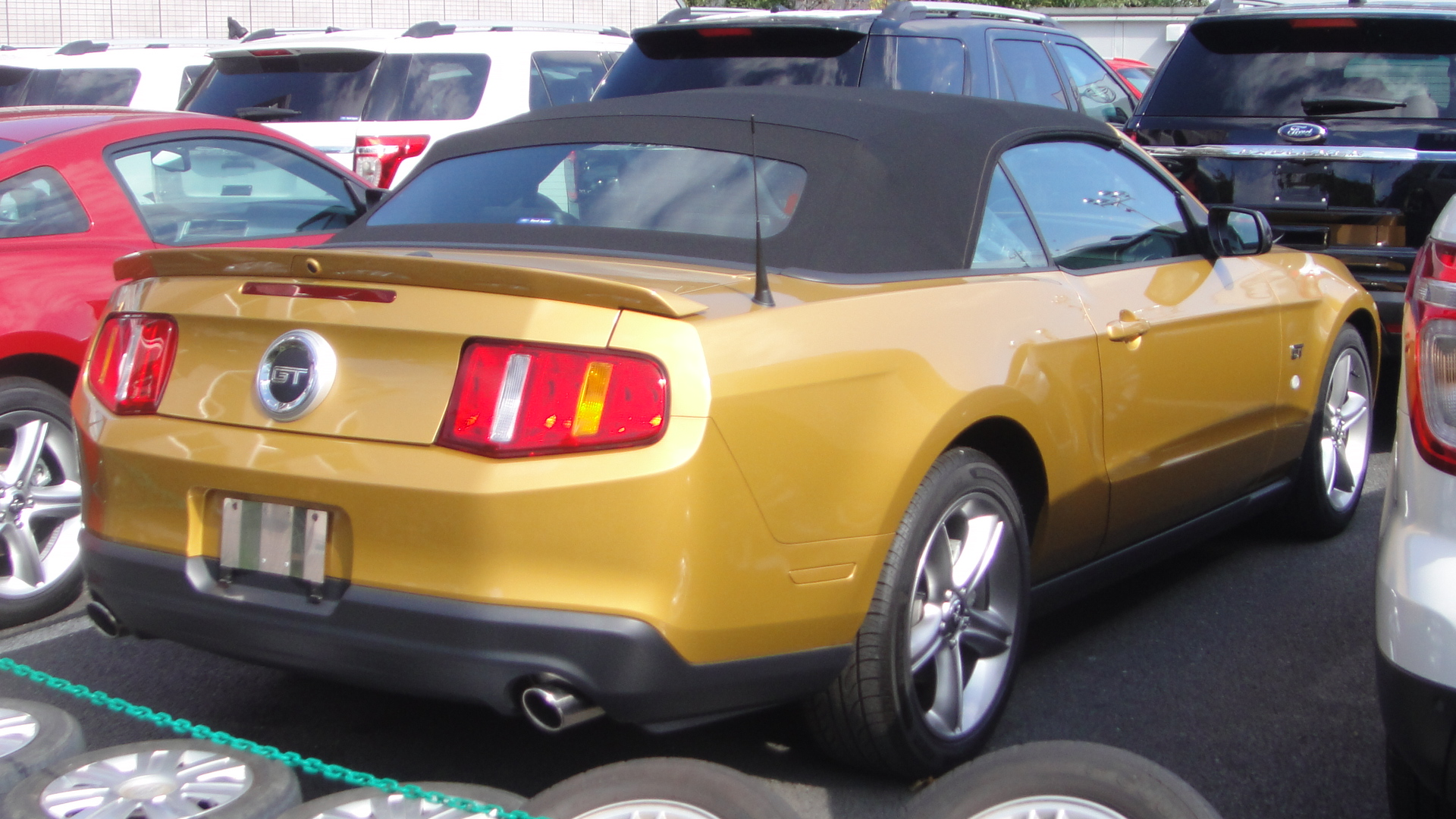
コンバーチブル（中期型）

## 6代目（2014年 - 2022年）
2013年12月5日にフォードが2015年モデルとして新型を発表、マスタング初代登場50周年となる2014年4月17日にアメリカ本国で発売された（日本では同年10月発売）。エクステリアは先代を踏襲しているが、サイズは先代に比べ全幅が38ミリ拡大され、全高は36ミリ縮小された。エントリーモデルには同社のクロスオーバーSUVエクスプローラーなどと同じく、直列4気筒の「エコブーストエンジン」搭載車も用意される。ハイパフォーマンスモデルには、通常の5.0L V型8気筒エンジンを強化したものが搭載されており、「シェルビーGT350」と「シェルビーGT350R」には5.2L V8エンジン、「シェルビーGT500」には最高出力770PSの5.2L V8スーパーチャージャー付エンジンが搭載される。
このモデルから世界戦略車となり、イギリスやオーストラリアといった左側通行諸国にも販売するためにマスタング史上初の右ハンドル車が設定され、2015年8月から生産を開始した。右ハンドル車はオーストラリア仕様などについては、日本車同様の右ウインカーレバー・左ワイパーレバーを採用している。
2017年にはヘッドランプ、テールランプ、フロントバンパー、リアバンパーなど各所の意匠が変更されたフェイスリフトモデルが発表され、2018年に発売された。エンジンはV6が廃止され、V8 GTと直列4気筒（EcoBoost）の2グレード体制となった。

## 7代目（2022年-）
2022年9月14日、約8年ぶりにフルモデルチェンジされた7代目が2024年モデルとして発表された。エクステリアは、先代のキープコンセプトとしている。新型には同セグメントとしては初となる伝統的な機械式ハンドブレーキの視覚的な魅力と機能性を備えた「電子ドリフトブレーキ」が採用されている。
エンジンは、2.3L 直列4気筒ターボと5.0 L V型8気筒エンジン（通称：第4世代コヨーテV8）が設定されている。コヨーテV8を搭載する「ダークホース」は、最大出力506ps、最大トルク57.8kgmを発揮する。2023年5月に生産開始した。
2023年8月17日、レーシングカーのマスタング GT3のストリートバージョンである、マスタング GTDを発表した。5.2L V8・スーパーチャージャーを搭載する。マスタング史上最強となる800馬力以上の最高出力を発揮し、ニュルブルクリンク北コース、ノルドシュライフェで7分以内のラップタイムを目標に設定している。

なお、市販車には2024年8月4日現在、60th anniversary paccage、Calfornia Specialの2つの限定モデルが発売されている。

## モータースポーツ

### GT3
2023年6月、フォード・パフォーマンスは、ル・マン24時間レース期間中に2024年にデビュー予定のマスタング GT3を正式発表した。FIA 世界耐久選手権には、プロトン・コンペティションから2台のマスタング GT3が投入予定。またIMSAウェザーテック・スポーツカー選手権のGTD Proクラスに、マルチマティック・モータースポーツによる2台体制で参戦し、プロトン以外のカスタマーも様々なGT3使用シリーズに参戦予定。
GT3は、マスタング・ダークホースをベースに、フォードとマルチマティックが製造。Mスポーツ・チューンでコヨーテV8の排気量を5.4Lへ拡大する。フォードは、チップ・ガナッシ・レーシングからGTを投入していた2019年以来、マスタングは1997年以来27年ぶりにル・マンに参戦することとなる。

## 日本への輸入
フォードジャパンがV6クーペプレミアム、V8GTクーペプレミアム、V8GTコンバーチブルプレミアムの正規輸入を行っており、2012年には30台限定だがV8パフォーマンスパッケージが導入された。日本向けはパイオニア製のカーナビやETCなどを選択できるなど、国内の環境に合わせてあるが、MTが選択不可であったり、車体色が少ない（北米向けは9色だが、日本向けは5色）など、特徴であるフルチョイスシステムの恩恵は少ない。また、BOSS 302やシェルビーGT500などは導入されておらず、2013年モデルのV6クーペプレミアムが本国では26,200ドル（約258万円）であるのに対し、日本では430万円と価格差も大きい。
7代目も2015年春から導入され、当初は左ハンドルのみの50周年記念限定車が先行して発売された。左ハンドルのみとしてはこれが最終モデルとなり、2016年春以降にV8エンジンならびにコンバーチブルモデルの登場と共に右ハンドル仕様車が発売される予定だったが、2016年秋をもってフォードが日本市場から完全撤退したため、これにより右ハンドル仕様車の投入も幻となってしまった。
その後、VTホールディングスグループの「エフエルシー」（旧・フォードライフ中部。Ford Life Chubuより）やその他一部の旧フォードディーラーが直接並行輸入し、日本の保安基準に適合するよう改良した状態で国内新規登録するシステムを整える事で、日本でも右ハンドル仕様を含めた新車のマスタングを再び購入する事が出来るようになった。

## 車名の由来
マスタングとは北アメリカ大陸で野性化した馬の名称であるが、第二次世界大戦後期に活躍したノースアメリカンの戦闘機であるP-51 マスタングにイメージを重ねたとも言われている。
当初はイタリア北部の都市の名前を取ったトリノという名前になることが決定していたが、時のフォード会長ヘンリー・フォード2世が当時イタリア人のクリスティーナ・ベットーレ・オースティンと不倫中であったため、スキャンダルの報道に油を注ぐようなイタリアの名前を避けて、広告代理店ジェイ・ウォルター・トンプソンらと再考した結果クーガー（アメリカライオン）とマスタングの2つの名が残り、最終的にマスタングに決定した。
ちなみにフォードは後にフォード・トリノという車種を発売し、また、クーガーの名称は、後にマーキュリーブランドのラグジュアリークーペに採用されている。
なお、日本ではフォードジャパンによる正式名称の決定まではムスタングと表記されることが多く見られた。